# Diego Barri
Diego Hernández Barriuso, conocido como Diego Barri (Salamanca, 19 de septiembre de 1995), es un futbolista español. Juega de centrocampista y actualmente milita en el Club Deportivo Castellón de la Segunda División.

## Trayectoria
Barri se formó en las categorías inferiores de clubes como CD Navega, UD Salamanca y AD Unión Adarve. En la temporada 2015-16, tras un año en el CD Los Yébenes San Bruno, fichó por el CD Móstoles en Tercera División, donde comenzó a destacar. En junio de 2017, se unió al Getafe Club de Fútbol para jugar en el Getafe CF "B".
Su buen desempeño en el filial del Getafe le permitió debutar en Primera División el 21 de abril de 2018, en una victoria 1-0 contra la SD Eibar, donde ingresó como sustituto de Sergio Mora en el Ipurúa. Disputó otro encuentro más antes de finalizar la temporada.
En julio de 2018, el Albacete Balompié de Segunda División lo fichó para la temporada 2018-19. Durante dos temporadas en el equipo manchego, Barri mostró su solidez en el centro del campo y ganó experiencia en la categoría.
En el verano de 2020, firmó con el CD Badajoz en la Segunda B para la temporada 2020-21. En enero de 2021, fue cedido al Celta de Vigo "B", regresando al Badajoz para la siguiente temporada.
El 31 de enero de 2022, Barri fichó por el NK Osijek de la Primera Liga de Croacia, en su primera experiencia en el fútbol extranjero. Sin embargo, su etapa en Croacia fue breve, y en junio de 2023 regresó a España para unirse a la Cultural y Deportiva Leonesa en la Primera Federación.

## Clubes
Actualizado al último partido disputado el 12 de octubre de 2024.
| Club                                 | País    | Temporada       |
| ------------------------------------ | ------- | --------------- |
| Real Sociedad Deportiva Alcalá "B"   | España  | 2014-2015       |
| Club Deportivo Los Yébenes San Bruno | España  | 2015-2016       |
| Club Deportivo Móstoles              | España  | 2016-2017       |
| Getafe Club de Fútbol "B"            | España  | 2017-2018       |
| Albacete Balompié                    | España  | 2018-2020       |
| Club Deportivo Badajoz               | España  | 2020-2021       |
| Real Club Celta de Vigo "B" (cedido) | España  | 2021            |
| Club Deportivo Badajoz               | España  | 2021-2022       |
| Nogometni Klub Osijek                | Croacia | 2022-2023       |
| Cultural y Deportiva Leonesa         | España  | 2023-Actualidad |